# Arne Dahl: Upp till toppen av berget
Arne Dahl: Upp till toppen av berget är en svensk miniserie i två delar från 2012 i regi av Jörgen Bergmark. Den bygger på Arne Dahls roman med samma namn och i rollerna ses bland andra Malin Arvidsson, Irene Lindh, Claes Ljungmark och Magnus Samuelsson.

## Handling
En svensk familj semestrar i Nederländerna när deras bil plötsligt sprängs i en våldsam explosion som dödar hela familjen. Attentatet hamnar direkt hos A-gruppen och det visar sig att fadern som sprängdes var polis och han var dessutom infiltratör och arbetade inkognito på stjärnkocken David Billingers restaurang. Billinger är en celebritet och jagad av polisen för misstankar om narkotikahandel.

## Rollista
- Malin Arvidsson – Kerstin Holm
- Irene Lindh – Jenny Hultin
- Claes Ljungmark – Viggo Norlander
- Shanti Roney – Paul Hjelm
- Magnus Samuelsson	– Gunnar Nyberg
- Matias Varela – Jorge Chavez
- Vera Vitali – Sara Svenhagen
- Niklas Åkerfelt – Arto Söderstedt
- Rolf Lydahl – John Alvén
- Pablo Leiva Wenger – Angel
- Bas Keijzer – Van Aerts
- Jacob Nordenson – David Billinger
- Sven Ahlström – Sverker Billinger
- Carina Jingrot – Daniella
- Peter Schildt – Bo Ekstrand
- Merijn de Jong – far i Holland
- Frida Hallgren – Cilla Hjelm
- Bisse Unger – Danne Hjelm
- Juda Goslinga	– Hoost
- Jenny Asterius – frisör
- Ulricha Johnson – Susanne Hörnfelt
- Freddy Åsblom – Jovan
- Linnea Pettersson – Lena
- Aliette Opheim – Lottie
- Niklas Larsson – Karsten Mollström
- Mats Blomgren – Dan Mörner
- Claes Elfsberg – nyhetsuppläsare
- Sannamari Patjas – Astrid Olofsson
- Horace Cohen – portier i Amsterdam
- Hannah Hoekstra – servitris i Holland
- Sofia Zouagui – Sonja
- Cesar Sarachu – städaren
- Claes Hartelius – Brynolf Svenhagen
- Utas – taxichaufför
- Lena Carlsson – Gunni Wittorp
- Katarina Cohen – Anki Wurst

## Om serien
Serien producerades av Ulf Synnerholm och Martin Cronström och spelades in efter ett manus av Cilla Börjlind och Rolf Börjlind. Fotograf var Ellen Kugelberg och klippare Thomas Täng och Richard Krantz. Musiken komponerades av Niko Röhlcke.
Serien är en direkt till DVD-produktion och gavs ut 25 januari 2012. Den visades senare samma år av Sveriges Television med start den 4 november.